# Будрішке (Расейняйський район)
Будрішке (Budriškė) — хутір у Литві, Расейняйський район, Аріоґальське староство, знаходиться за 6 км від села Аріоґала. Станом на 2001 рік у селі проживало 14 людей, 2011-го — 16.

## Принагідно
- Budriškė (Raseiniai) [Архівовано 16 листопада 2016 у Wayback Machine.]

| Литва | Це незавершена стаття з географії Литви. Ви можете допомогти проєкту, виправивши або дописавши її. |